# 野次馬根性
野次馬根性（やじうまこんじょう）は、日本の男性声優。主にアダルトゲームに声をあてている。

## 出演作品
※太字はメインキャラクター

### ゲーム
- いろとりどりのヒカリ（レン）
- JOKER - 死線の果ての道化師 -（日屡間臥楽）

### BLゲーム
- Ariard -少年アリス-（白兎）
- DRAMAtical Murder（ノイズ）
- DRAMAtical Murder re:connect（ノイズ）

### 乙女ゲーム
- トリック・オア・アリス （上条遠夜/上条朝霧/シャドウ/ライト）

### CD

#### ドラマCD
- トリック・オア・アリス シリーズ （上条遠夜/上条朝霧/シャドウ/ライト）
  - ステラワースオリジナル特典 Ｈな囁きCD「beLoved」
  - シーガルオリジナル特典 Ｈな囁きCD「モノポリー」
  - シチュエーションドラマCD「星に願えば」第1弾 シャドウ＆ライト＆ラウンド編

#### BLCD
- Ariard -少年アリス-ステラワースオリジナル特典ドラマCD （白兎）
- DRAMAtical Murder シリーズ（ノイズ）
  - DRAMAtical Murder アニメイト特典ドラマCD[1]
  - DRAMAtical Murder amazon特典ドラマCD[1]
  - DRAMAtical Murder ソフマップ特典デジタルコンテンツディスク[1]
  - DRAMAtical Murder re:connect アニメイト特典ボイスドラマCD[2]
  - DRAMAtical Murder re:connect ステラワース特典カウントダウンボイス別ver.CD[2]
  - DRAMAtical Murder re:connect ソフマップ特典システムボイス集CD[2]

### OVA
- トリック・オア・アリス （上条遠夜/上条朝霧/シャドウ/ライト）